# Precesja planetarna

Schemat precesji planetarnej (objaśnienia – zob. precesja)

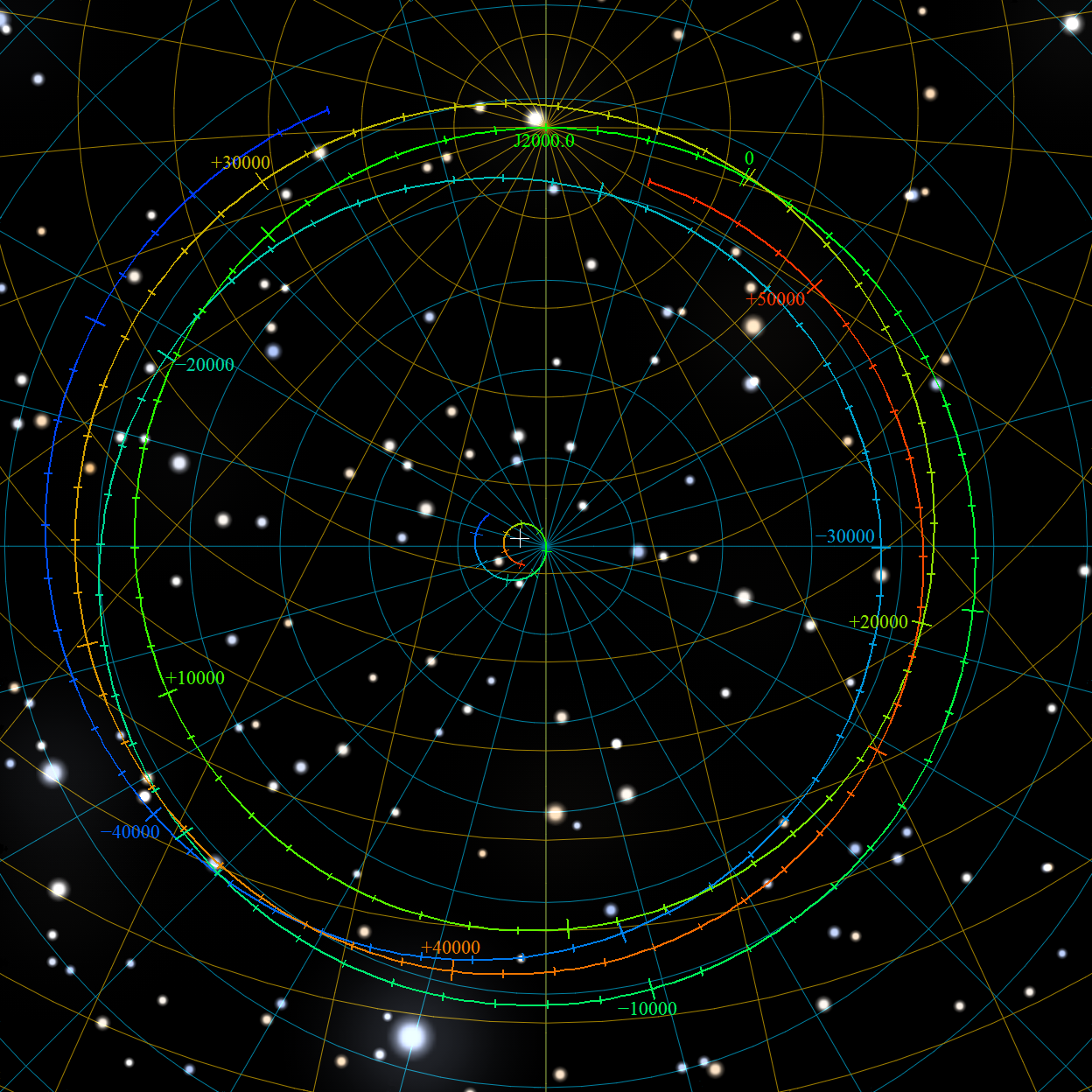
Projekcja ścieżki precesji bieguna północnego na stałym niebie epoki J2000.0 dla przedziału czasowego od 48000 p.n.e. do 52000 n.e.

Precesja planetarna – precesyjny ruch osi obracającej się planety, powodujący bardzo powolne zakreślanie przez tę oś powierzchni stożkowej.
Precesja osi Ziemi powstaje na skutek oddziaływania planet (precesja planetarna) oraz przyciągania Księżyca i Słońca (precesja lunisolarna).
W wyniku precesji oś Ziemi (biegun) zakreśla na sferze niebieskiej w ciągu ok. 26 000 lat (tzw. rok platoński) okrąg o promieniu ok. 23,5 stopnia wokół bieguna ekliptyki. Na skutek precesji biegun, znajdujący się dziś w pobliżu Gwiazdy Polarnej, przesunie się za 11 000 lat w sąsiedztwo Wegi.